# مايكل رايت (ممثل)
مايكل رايت (بالإنجليزية: Michael Wright)‏ هو ممثل أمريكي، ولد في 30 أبريل 1956 بنيويورك في الولايات المتحدة.

## أعمال

### أفلام
- (2005) ذا إنتربريتر[1]

## وصلات خارجية
- مايكل رايت على موقع IMDb (الإنجليزية)
- مايكل رايت على موقع ألو سيني (الفرنسية)
- مايكل رايت على موقع أول موفي (الإنجليزية)
- مايكل رايت على موقع قاعدة بيانات الأفلام السويدية (السويدية)
- مايكل رايت على موقع إن إن دي بي (الإنجليزية)
- مايكل رايت على موقع قاعدة بيانات الفيلم (الإنجليزية)
- مايكل رايت على موقع كينوبويسك (الروسية)